# Kinuyo Tanaka
Kinuyo Tanaka (田中 絹代, Tanaka Kinuyo, Shimonoseki, 29 de novembro de 1909 – 21 de março de 1977) foi uma cineasta e atriz japonesa e uma das mais celebradas atrizes do Japão.
Com mais de 50 anos de carreira e mais de 250 filmes no currículo, ficou conhecida por seus papéis sob a direção de Kenji Mizoguchi em mais de 15 filmes entre os anos de 1940 e 1954. Kinuyo também foi prima do diretor Masaki Kobayashi.

## Biografia
Kinuyo nasceu na cidade portuária de Shimonoseki, na província de Yamaguchi, em 1909. Entrou no mundo do cinema aos 14 anos de idade, em 1924, quando foi contratada como atriz pelo Estúdio Shōchiku, uma das maiores companhias de cinema do Japão pré-guerra, especializado em filmes gendai geki e em filmes voltados para mulheres josei eiga. Seu primeiro filme creditado, em 1924, foi A Maid of the Genroku Era. Na década de 1930, ela era uma das maiores estrelas do estúdio.
Sucessos como The Neighbor’s Wife e Mine (1931) e o equivalente às atuais comédias românticas The Dancing Girl of Izu (1933), Okoto to Sasuke (1935), e The Love-Troth Tree (1938-39) caíram no gosto do público e da crítica. Seu nome começou a aparecer nos títulos dos filmes para atrair público, como The Story of Kinuyo (1930), Kinuyo the Lady Doctor (1937) e Kinuyo’s First Love (1940).
Casou-se com o diretor Hiroshi Shimizu em 1929, mas o casal se divorciou menos de um ano depois. Ainda assim ele a dirigiu em vários filmes nos anos seguintes. Kinuyo estrelou o primeiro filme falado do Japão, The Neighbor's Wife and Mine, dirigido por Heinosuke Gosho, em 1931. Em 1938, estrelou Flower in Storm (愛染かつら Aizen-Katsura), de Hiromasa Nomura, o filme mais caro até então feito no Japão.  Em 1940, trabalhou pela primeira vez com Kenji Mizoguchi, estrelando "A Woman of Osaka" (Naniwa Onna), filme perdido atualmente. Este último longa marcou a transição para papéis mais desafiadores.

## Pós-guerra

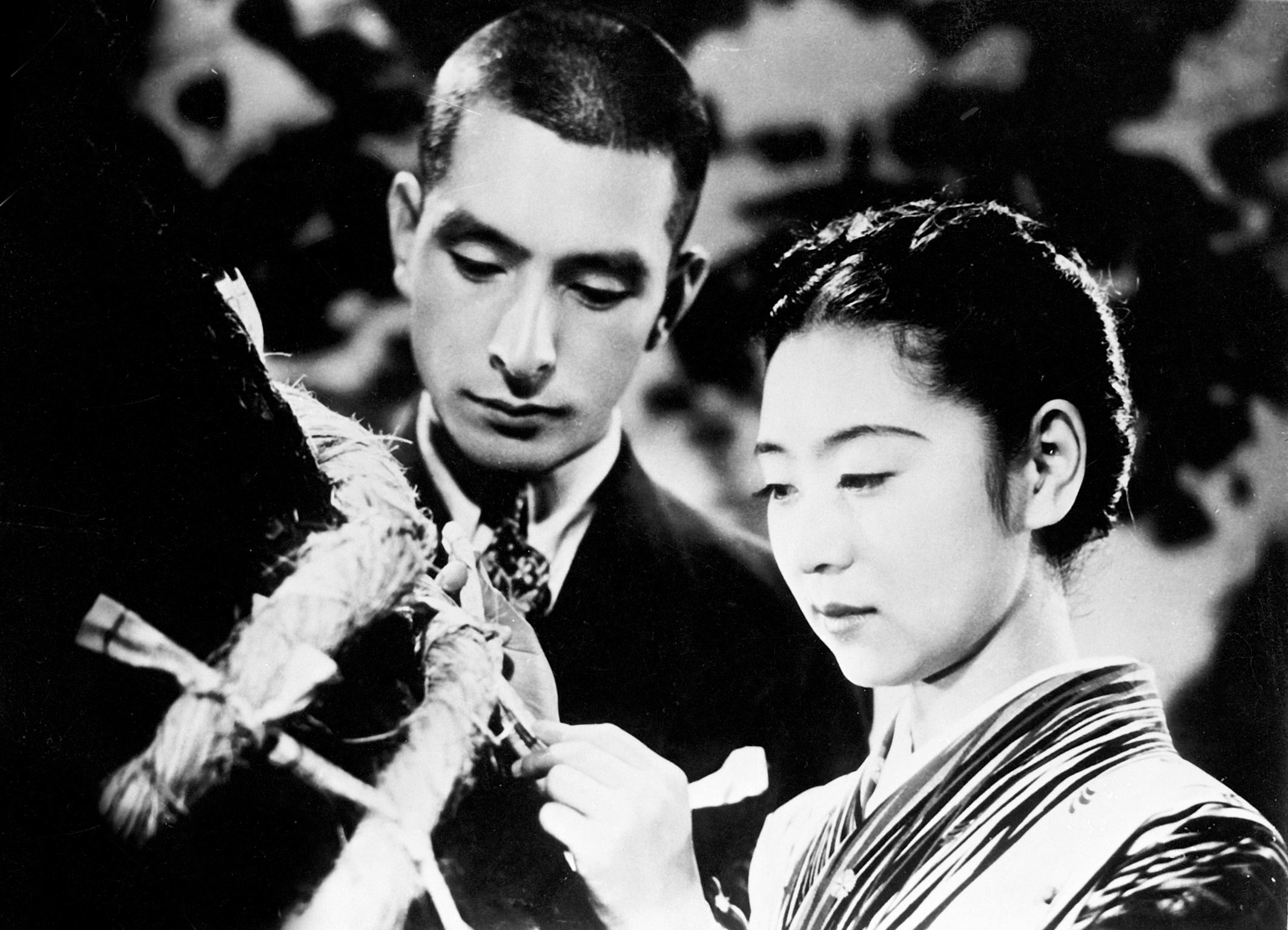
Cena de Flower in Storm, de 1938

Em outubro de 1949, Kinuyo começou uma viagem de três meses pelos Estados Unidos, uma das primeiras enviadas culturais do Japão no período pós-guerra. Ao retornar a seu país, Kinuyo anunciou que seguiria carreira independente, escolhendo os diretores com quem queria trabalhar. Trabalhou em diversos filmes de Mikio Naruse, Yasujirō Ozu e Keisuke Kinoshita, incluindo o grande sucesso The Ballad Of Narayama (1958), papel pelo qual ela ganhou o prêmio de Melhor Atriz da revista Kinema Junpo).
Com o diretor Kenji Mizoguchi, ela trabalhou em pelo menos 15 de seus filmes, com papéis de protagonista em The Life of Oharu (1952), Ugetsu (1953) e Sansho the Bailiff (1954). O trabalho conjunto dos dois acabou quando Kenji foi contrário à decisão do estúdio de contratar Kinuyo como diretora. Mesmo sem perdoá-lo pela decisão, ela continuou a produção de seu segundo filme com ele.

## Diretora e atriz
Kinuyo foi a segunda mulher no Japão a trabalhar como diretora de filmes, depois de Sakane Tazuko (1904‐1975). Seu primeiro trabalho como cineasta foi em Love Letter, de 1953, que competiu no Festival de Cannes de 1954. Dirigiu mais cinco filmes entre 1953 e 1962. Além de dirigir, Kinuyo também atuava, tempo estrelado em Akahige (1965), de Akira Kurosawa. Pelo seu papel em Sandakan Nº 8, filme de Kei Kumai, Kinuyo ganhou o Urso de Prata de Melhor Atriz do Festival Internacional de Cinema de Berlim em 1975.
Durante a década de 1960, atuou e dirigiu especialmente para a televisão.

## Morte
Kinuyo estava internada no Hospital Universitário de Juntendo, em Tóquio, devido a um tumor no cérebro e morreu em 21 de março de 1977, aos 67 anos. Seu corpo foi cremado e suas cinzas depositadas no templo budista de Shōren-in, em Kamakura, no Japão.

## Filmografia selecionada

### Atriz
Kinuyo atuou em mais de 259 filmes.
- 1929 I Graduated, But... (大学は出たけれど Daigaku wa detakeredo) - dirigido por Yasujirō Ozu (小津安二郎)
- 1930 I Flunked, But... (落第はしたけれど Rakudai wa shitakeredo) - dirigido por Yasujirō Ozu
- 1931 The Neighbor's Wife and Mine (マダムと女房 Madamu to Nyōbō) - dirigido por Heinosuke Gosho (五所平之助)
- 1932 Konjiki Yasha (金色夜叉) - dirigido por Hōtei Nomura (野村芳亭)
- 1933 The Dancing Girl of Izu (伊豆の踊子) - dirigido por Heinosuke Gosho
- 1933 Woman of Tokyo (東京の女 Tōkyō no Onna) - dirigido por Yasujirō Ozu
- 1933 Dragnet Girl (非常線の女 Hijōsen no Onna) - dirigido por Yasujirō Ozu
- 1935 Okoto and Sasuke (春琴抄 お琴と佐助 Shunkinshō Okoto to Sasuke) - dirigido por Yasujirō Shimazu (島津保次郎)
- 1935 Burden of Life (人生のお荷物 Jinsei no Onimotsu) - dirigido por Heinosuke Gosho
- 1938 Flower in Storm (愛染かつら Aizen-Katsura) - dirigido por Hiromasa Nomura (野村浩将)
- 1941 Ornamental Hairpin (簪 Kanzashi) - dirigido por Hiroshi Shimizu (清水宏)
- 1944 Army (陸軍 Rikugun) - dirigido por Keisuke Kinoshita (木下惠介)
- 1944 The Swordsman (宮本武蔵 Miyamoto Musashi) - dirigido por Kenji Mizoguchi (溝口健二)
- 1945 A Tale of Archery at the Sanjusangendo (三十三間堂通し矢物語 Sanjūsangendō Tōshiya Monogatari) - dirigido por Mikio Naruse (成瀬巳喜男)
- 1946 Utamaro and His Five Women ou Five Women Around Utamaro (歌麿をめぐる五人の女 Utamaro o meguru gonin no Onna) - dirigido por Kenji Mizoguchi
- 1947 The Love of Sumako the Actress (女優須磨子の恋 Joyū Sumako no koi) - dirigido por Kenji Mizoguchi
- 1948 Women of the Night (夜の女たち Yoru no Onna-tachi) -dirigido por Kenji Mizoguchi
- 1948 A Hen in the Wind (風の中の牝鶏 Kaze no naka no Mendori) - dirigido por Yasujirō Ozu
- 1949 Flame of My Love a.k.a. My Love Burns (わが恋は燃えぬ Waga koi wa moenu) - dirigido por Kenji Mizoguchi
- 1950 An Engagement Ring (婚約指環 Kon'yaku-yubiwa) - dirigido por Keisuke Kinoshita
- 1950 The Munekata Sisters (宗方姉妹 Munekata Kyōdai) - dirigido por Yasujirō Ozu
- 1951 The Inner Palace Conspiracy (おぼろ駕籠 Oboro-Kago) - dirigido por Daisuke Itō (伊藤大輔)
- 1951 Ginza Cosmetics (銀座化粧 Ginza Keshō) (1951) - dirigido por Mikio Naruse
- 1951 Miss Oyu (お遊さま Oyū-sama) - dirigido por Kenji Mizoguchi
- 1951 The Lady of Musashino a.k.a. Lady Musashino (武蔵野夫人 Musashino-Fujin) - dirigido por Kenji Mizoguchi
- 1952 The Life of Oharu (西鶴一代女 Saikaku ichidai-onna) - dirigido por Kenji Mizoguchi
- 1952 Mother (おかあさん Okasan) - dirigido por Mikio Naruse
- 1953 Entotsu no mieru basho - dirigido por Heinosuke Gosho
- 1953 Ugetsu ou Tales of Moonlight and Rain (雨月物語 Ugetsu-monogatari) - dirigido por Kenji Mizoguchi
- 1954 Sansho the Bailiff (山椒太夫 Sanshō-dayū) - dirigido por Kenji Mizoguchi
- 1954 Onna no koyomi (女の暦 Onna no koyomi) - dirigido por Seiji Hisamatsu (久松静児)
- 1954 The Woman in the Rumor ou The Crucified Woman (噂の女 Uwasa no onna) - dirigido por Kenji Mizoguchi
- 1956 Arashi - dirigido por Hiroshi Inagaki
- 1956 Flowing (流れる Nagareru) - dirigido por Mikio Naruse
- 1957 Yellow Crow (黄色いからす Kiiroi Karasu) - dirigido por Heinosuke Gosho
- 1958 Equinox Flower (彼岸花 Higanbana) - dirigido por Yasujirō Ozu
- 1958 The Ballad Of Narayama (楢山節考 Narayama Bushiko?) - dirigido por Keisuke Kinoshita
- 1958 Sorrow is Only for Women
- 1960 Her Brother (おとうと Otōto) - dirigido por Kon Ichikawa (市川崑)
- 1962 Lonely Lane ou A Wanderer's Notebook (放浪記 Horoki)  - dirigido por Naruse Mikio
- 1963 Alone on the Pacific (太平洋ひとりぼっち Taiheiyō hitori-bocchi) - dirigido por Kon Ichikawa
- 1965 Red Beard (赤ひげ Aka-hige) - directed by Akira Kurosawa (黒澤明)
- 1966 Futatsu no hoshi (二人の星) - série de televisão, TBS
- 1967 Momotarō-zamurai (桃太郎侍) - filme para a televisão
- 1970 Momi no ki wa nokotta (樅ノ木は残った) - filme para a rede de televisão NHK
- 1970 Asu no shiawase (明日のしあわせ) -filme para a rede de televisão NET
- 1971 Nyonin Heike (女人平家) - filme para a rede de televisão ABC
- 1973 Singular rebellion (たった一人の反乱 Tatta hitori no hanran) - filme para a rede de televisão NHK
- 1974 Sandakan N° 8 (サンダカン八番娼館 望郷) - dirigido por Kei Kumai (熊井啓)
- 1974 Rin rin to (りんりんと) - filme para a rede de televisão HBC
- 1974 Jaane (じゃあね) -  filme para a rede de televisão NHK
- 1975 Kenji Mizoguchi: The Life of a Film Director (ある映画監督の生涯 Aru eiga-kantoku no shogai) - dirigido por Kaneto Shindō (新藤兼人)
- 1975-1977 Zenryaku ofukurosama (前略おふくろ様) -  filme para a rede de televisão NTV
- 1976 Kita No Misaki (北の岬) - dirigido por Kei Kumai
- 1976 Maboroshi no machi (幻の町) - filme para a rede de televisão HBC
- 1976 Kumo no jūtan (雲のじゅうたん) - como narradora, filme para a rede de televisão NHK
- 1976 Sekishun no uta (惜春の歌) - filme para a rede de televisão CBC
- 1976 Lullaby of the Earth (大地の子守歌 Daichi no Komoriuta) - dirigido por Yasuzo Masumura (増村保造)

### Direção
- 1953 Love Letter (恋文 Koibumi)
- 1955 Tsuki wa noborinu (月は上りぬ)
- 1955 Chibusa yo eien nare (乳房よ永遠なれ)
- 1960 The Wandering Princess (流転の王妃 Ruten no Ouhi)
- 1961 Girls of the Night (女ばかりの夜 Onna bakari no yoru)
- 1962 Love Under the Crucifix (お吟さま Ogin sama)

## Prêmios e honrarias
- Medalha Púrpura (1970) - entregue para indivíduos que contribuíram para progressos, melhoramentos e façanhas, no ponto de vista artístico e acadêmico.[6]
- Ordem do Tesouro Sagrado, 3ª classe (1977)